# Ogcodes pallidipennis
Ogcodes pallidipennis är en tvåvingeart som först beskrevs av Friedrich Hermann Loew 1866.  Ogcodes pallidipennis ingår i släktet Ogcodes och familjen kulflugor. Inga underarter finns listade i Catalogue of Life.